# Metaphysische Anfangsgründe der Rechtslehre
Die Metaphysischen Anfangsgründe der Rechtslehre erschienen 1797 als selbständiger erster Teil der Metaphysik der Sitten des Philosophen Immanuel Kant. Die Rechtslehre ist ein „System der Prinzipien des Rechts“, in der Kant die in der Kritik der reinen Vernunft (KrV) sowie in den Grundlagenschriften zur Ethik, der Grundlegung zur Metaphysik der Sitten (GMS) und der Kritik der praktischen Vernunft (KpV) entwickelten Grundsätze auf den Bereich des Rechts anwendete.
Die Rechtslehre „betrifft nur das Förmliche der nach Freiheitsgesetzen im äußeren Verhältnis einzuschränkenden Willkür;“  Kant suchte nach allgemeinen und notwendigen Rechtsprinzipien, die sich aus der reinen Vernunft a priori ergeben und untersuchte, inwieweit diese Prinzipien der empirischen Rechtspraxis zugrunde zu legen sind. Nach der Herleitung der allgemeinen Prinzipien diskutierte Kant deren Anwendung im Privatrecht und im öffentlichen Recht.

## Inhaltsübersicht
| - Vorrede - Einleitung in die Metaphysik der Sitten - Einleitung in die Rechtslehre - Privatrecht - Öffentliches Recht |

Nach einer kurzen Vorrede, in der Kant das Prinzip der kritischen Philosophie verteidigte, nahm er in einer „Einleitung zur Metaphysik der Sitten“ deren Einordnung in das gesamte System seiner Philosophie vor. Diese Einleitung ist Bestandteil der Rechtslehre, weil der zweite Teil der Metaphysik der Sitten – die Tugendlehre – erst etwa ein halbes Jahr später als eigenständiges Buch im August 1797 veröffentlicht wurde. Dementsprechend folgt in der Rechtslehre eine zweite Einleitung, die sich speziell mit den allgemeinen Prinzipien des Rechts befasst. Hier erörterte Kant den Begriff des Rechts, das allgemeine Prinzip des Rechts, die Frage des Zwangs, das Verhältnis des Rechts zum Problem der Billigkeit sowie die Frage des Notrechts. Schließlich diskutierte er mögliche Einteilungen des Rechts nach Rechtspflichten und systematisch.
Erst nach den grundsätzlichen Erörterungen der Einleitung schließen sich in zwei ausführlichen, streng getrennten Teilen Betrachtungen zum Privatrecht und zum öffentlichen Recht an. Ausgangspunkt des Privatrechts ist die Begründung des Eigentums, der Überlegungen zum Sachenrecht, zum persönlichen Recht und zum Familienrecht (dem auf dingliche Art persönlichen Recht) folgen. Gegenstand des Öffentlichen Rechts bei Kant sind das Staatsrecht, das Völkerrecht und das Weltbürgerrecht.

## Rechtsprinzipien

### Die Idee der Freiheit als Ausgangspunkt des Rechts
Entgegen der bis dahin vorherrschenden Naturrechtslehre wollte Kant ein System von Rechtsprinzipien entwickeln, das sich allein auf Prinzipien der Vernunft gründet. In der KrV hatte er gezeigt, dass der Mensch keine transzendenten Grundlagen seines Handelns erkennen kann. In seiner Ethik (GMS, KpV) hatte er begründet, dass die menschliche Vernunft die Annahme einer praktischen Freiheit fordert. Es gehört zu den unumstößlichen Erfahrungen des Menschen, dass er trotz aller Neigungen sich Ziele setzen und diese verwirklichen kann. Hieraus folgt, dass der Mensch autonom ist. Diesem Faktum trägt der kategorische Imperativ Rechnung, wenn er fordert, die Menschheit niemals nur als Mittel, sondern stets auch als Zweck zu behandeln (Menschenrechtsformel, GMS, AA IV, 429). Die Vernunft gebietet, den Menschen als Person stets anzuerkennen:
„Ein jeder Mensch hat rechtmäßigen Anspruch auf Achtung von seinen Nebenmenschen, und wechselseitig ist er dazu auch gegen jeden Anderen verbunden“ (TL, VI, 462)
Da die Welt endlich und begrenzt ist, kommt es notwendig zu Konflikten zwischen der Freiheit des Einzelnen mit der Freiheit anderer. Zur Auflösung solcher Konflikte bedarf es des Rechts als durch die Beteiligten aus Vernunftgründen festgelegten Regeln. In diesem Tatbestand liegt eine für das auf Freiheit gegründete Recht unvermeidbare Antinomie. Freiheit ist einerseits das „einzige, ursprüngliche, jedem Menschen kraft seiner Menschheit zustehende Recht.“  Andererseits bedeutet das Vorhandensein des Rechts eine Einschränkung der Freiheit, um durch diese Grenzziehung die Freiheit anderer zu gewährleisten. Diese Einschränkung von Freiheit durch das Recht ist nach Kant aber nur negativ bestimmt, nämlich nur insoweit die Freiheit eines anderen nicht beschnitten wird. Im Rahmen des Rechts verbleibt dem Betroffenen darüber hinaus ein unbegrenzter Spielraum, der eigenen Willkür zu folgen.

### Naturrecht und positives Recht
Kant verwendete für seine Rechtsprinzipien die konventionelle Bezeichnung „Naturrecht“, um dieses Recht von dem positiven Recht strikt abzugrenzen. Gegenstand der Rechtslehre ist das Naturrecht. Positives Recht beruht hingegen vorrangig nicht auf Prinzipien, sondern ist kontingent, von einer Regierung gesetzt, und gibt daher kein Kriterium dafür, was recht ist.
„Eine bloß empirische Rechtslehre ist (wie der hölzerne Kopf in Phädrus’ Fabel) ein Kopf, der schön sein mag, nur schade! dass er kein Gehirn hat.“ (RL, VI, 230)
Vielmehr ist das Naturrecht immer der Maßstab für die positiven Gesetze eines Gesetzgebers. Das kantische Naturrecht ist allerdings nur „a priori durch die Vernunft“ erkennbar (RL, VI, 224) und wird daher auch als Vernunftrecht bezeichnet. Traditionelle Maßstäbe des Naturrechts wie eine kosmologische Weltordnung, göttliche Gebote oder das natürliche Wesen des Menschen waren für Kant ebenso wenig rechtsbegründend wie positives Recht. Rechtsprinzipien sind vielmehr ein Teil der moralischen Prinzipien der reinen praktischen Vernunft. Sie gehen allerdings nicht nur auf die innere Selbstgesetzgebung, sondern sind auf die äußeren Beziehungen zwischen Personen eingeschränkt.
„Der Begriff des Rechts, sofern er sich auf eine ihm korrespondierende Verbindlichkeit bezieht (d.i. der moralische Begriff derselben) betrifft erstlich nur das äußere und zwar praktische Verhältnis einer Person gegen eine andere, sofern ihre Handlungen als Facta aufeinander (unmittelbar oder mittelbar) Einfluss haben können.“ (RL, VI, 230)

### Das allgemeine Rechtsprinzip
Kant formulierte das oberste Rechtsprinzip als kategorischen Imperativ, der sich auf das äußere Verhältnis von Personen zueinander bezieht.
„Das Recht ist also der Inbegriff der Bedingungen, unter denen die Willkür des einen mit der Willkür des anderen nach einem allgemeinen Gesetze der Freiheit zusammen vereinigt werden kann.“ (RL, VI, 230)
Eine Einschränkung der Freiheit ist also nur insoweit zulässig, wie diese ein Zusammenstimmen mit der Freiheit eines anderen ermöglicht. Jede andere Einschränkung ist Unrecht. Hierin liegt die Grenze für die Legitimität positiven Rechts. Mit diesem Rechtsimperativ lieferte Kant zugleich eine Begründung für die liberale, bürgerliche Weltanschauung der Aufklärung seiner Zeit. Das Rechtsprinzip ist ein negatives Prinzip, weil alles erlaubt ist, was hiernach nicht verboten ist. Eine Pflicht besteht nur, nicht gegen das Verbot zu verstoßen.

### Zwangsbefugnis
„Das Recht ist mit der Befugniß zu zwingen verbunden“ (RL, VI, 231). Dieser Grundsatz resultiert Kant zufolge analytisch aus dem allgemeinen Rechtsprinzip, so dass Verstöße, die den durch dieses Prinzip gewährten Freiheitsraum anderer einschränken, durch Zwang verhindert werden dürfen. Zwang in diesem Sinne ist eine legitime Gegengewalt gegen das Unrecht. Der rechtliche Zwang ist die „Verhinderung eines Hindernisses der Freiheit nach allgemeinen Gesetzen“ – und daher selbst „recht“ – und mit diesem Hindernis „nach dem Satze des Widerspruchs“ logisch verknüpft (RL, VI, 231).

### Rechtspflichten
Rechtspflichten sind nach Kant Pflichten, deren Erfüllung äußerlich erzwungen werden kann. Sie sind Gegenstand einer möglichen äußeren Gesetzgebung. Mithin ist der Unterschied ethischer Pflichten beziehungsweise Tugendpflichten einerseits und Rechtspflichten andererseits nicht primär ihr Inhalt, sondern die Triebfeder, die im Gesetz mit der Pflicht verbunden ist. Bei Rechtspflichten kann dies eine äußere Triebfeder sein, bei ethischen Pflichten muss dies eine innere Triebfeder sein.
Kant nannte unter Bezugnahme auf die klassischen Grundsätze Ulpians drei Rechtspflichten als Einteilung der Rechtslehre, nämlich:
1. Die innere Rechtspflicht: „Sei ein ehrbarer Mensch“ oder „Lasse dich von anderen nicht zum Mittel machen, sondern sei für sie zugleich Zweck“ (honeste vive)
2. „Verletze nicht das Recht anderer“ (neminem laede)
3. „Tritt in einen Zustand, in dem das Recht aller Individuen gesichert sein kann.“ (suum cuique tribue)

### „Inneres“ Recht
Kant bestimmt außerdem ein „angeborenes“, „inneres“ Recht, das jedem Menschen als Mensch zukommt. Es ist das „Recht der Menschheit in der Person eines jeden“ oder das Menschenrecht, nämlich die „Freiheit (Unabhängigkeit von eines anderen nötigender Willkür) sofern sie mit jedes anderen Freiheit nach einem allgemeinen Gesetz zusammen bestehen kann“. Das angeborene Recht nennt Kant auch das „innere Mein und Dein“.

## Privatrecht

### Die Begründung des Eigentums
Der Begriff des Eigentums ist für Kants Rechtsphilosophie grundlegend. In ihm kommt zum Ausdruck, wie sich die persönliche Freiheit (das innere Mein und Dein) des Einen mit der des Anderen in Bezug auf äußere Gegenstände verhält. Das Recht auf individuelle Willkürfreiheit beinhaltet, dass Sachen Gegenstand der Willkür sind. Eine Ablehnung dieser Willkürfreiheit wäre ein Verstoß gegen das allgemeine Rechtsprinzip.
„Es ist möglich, einen äußeren Gegenstand meiner Willkür als das Meine zu haben; d.i.: eine Maxime, nach welcher, wenn sie Gesetz würde, ein Gegenstand der Willkür an sich (objektiv) herrenlos (res nullius) [Sache von niemand] werden müsste, ist rechtswidrig.“ (RL VI 246)
Wenn es Rechtsverhältnisse in Hinblick auf Sachen gibt, dann muss es auch ein äußeres Mein und Dein geben. Dies ist nach Kant das rechtliche Postulat der reinen praktischen Vernunft. Kant begründete diese Auffassung mit einem negativen Argument.
Das rechtlich Meine ist dadurch gekennzeichnet, dass es der Willkür eines Anderen entzogen ist. Sein Gebrauch ohne meine Einwilligung würde meine Willkürfreiheit verletzen.
„Also ist es eine Voraussetzung a priori der praktischen Vernunft einen Gegenstand meiner Willkür als objektiv mögliches Mein oder Dein anzusehen und zu behandeln.“ (RL VI 246)
Dies gilt unmittelbar für alle Gegenstände des physischen Besitzes. Damit ist aber der Begriff des Eigentums noch nicht bestimmt. Kant führte hierzu den Begriff des intelligiblen, des rein gedanklichen Besitzes ein.
„Etwas Äußeres aber würde nur dann das Meine sein, wenn ich annehmen darf, es sei möglich, dass ich durch den Gebrauch, den ein Anderer von der Sache macht, in deren Besitz ich noch nicht bin, gleichwohl doch lädiert [verletzt] werden könne.“ (RL VI 245)
Der rechtliche Besitz bleibt bestehen, auch wenn der Gegenstand der Willkür sich zeitweilig an einem anderen Ort als der Besitzer befindet. Wäre dies nicht so, würde der nicht mehr physisch besessene Gegenstand herrenlos. Bei einem objektiv herrenlosen Gegenstand gäbe es aber nicht mehr die Möglichkeit der Willkür seines Gebrauchs. Also kann man die Herrenlosigkeit von Sachen nicht zu einer allgemeinen Regel machen; denn diese würde dem allgemeinen Rechtsprinzip widersprechen.
Nachdem Kant den intelligiblen Besitz als Postulat der reinen praktischen Vernunft erarbeitet und aus dem allgemeinen Rechtsprinzip begründet hatte, wandte er sich den möglichen Gegenständen des äußeren Mein und Dein zu. Hierzu unterschied er drei Klassen von Willkürgegenständen.
1. Körperliche Gegenstände und Sachen (ursprünglicher Erwerb)
2. die Willkür einer anderen Person (vertraglicher Erwerb)
3. den Zustand einer anderen Person im Verhältnis auf das erwerbende Subjekt (Familien- und Hausrecht)

Durch die Einführung von unterschiedlichen Arten der Gegenstände des Rechts und daraufhin zu treffende Fallunterscheidungen entsteht ein Bezug der Rechtsprinzipien zu empirischen Gehalten. Dennoch bleibt die Untersuchung auf der Ebene der Vernunft, weil ihr keine konkreten empirischen Sachverhalte zugrunde liegen.

### Der ursprüngliche Erwerb (Sachenrecht)
Das einzige ursprüngliche Recht ist das angeborene Freiheitsrecht des Menschen. Das Recht an einer Sache kann daher nur durch einen ursprünglichen Erwerbsvorgang entstehen. Kant betrachtete diesen Schritt nicht als historische Entwicklung, sondern als einen abstrakt notwendigen Vorgang für die Begründung der Entstehung von Eigentum.
Mit der Inbesitznahme eines Gegenstandes wird allen Anderen die Verbindlichkeit auferlegt, diesen Gegenstand nicht mehr als frei für die eigene Willkür anzusehen. Der ursprüngliche Erwerb erfolgt nach Kant durch Aneignung von Grund und Boden. Jeder andere Erwerb ist dann ein abgeleiteter (vertraglicher) Erwerb. Dies gilt (zumindest theoretisch) selbst für das in Besitz nehmen einer Muschel am Strand oder eines Steines im Gelände. Mit einer einfachen einseitigen Erklärung ist jedoch noch nichts erreicht, denn „durch einseitigen Willen kann Anderen eine Verbindlichkeit, die sie sonst nicht haben würden, nicht auferlegt werden“ (RL VI 264).
Das Problem liegt darin, dass auf der Erde Boden und auch andere Güter knapp sind. Wäre dies nicht der Fall, würde man mit der eigenen Willkür Andere nicht einschränken. Um dieses Dilemma zu überwinden, müssen die Menschen sich auf die Idee einer a priori vereinigten Willkür stützen. Diese beinhaltet, dass sie die Willkür anderer ebenso gegen sich selbst gelten lassen müssen. Diese Idee einer allgemeinen Übereinkunft ist Grundlage dafür, dass Rechtsverhältnisse in Bezug auf äußere Gegenstände überhaupt bestehen können. Damit eine solche Übereinkunft ihrerseits wiederum überhaupt gedacht werden kann, bedarf es der Idee eines ursprünglichen Besitzes alles vorhandenen Grund und Bodens durch die menschliche Gemeinschaft. Der Boden ist im Ursprung nicht herrenlos, sonst hätte die Gemeinschaft nicht das Recht, dem Erwerb zuzustimmen.
Die Inbesitznahme des Bodens erfolgt nach Kant durch Deklaration als äußeres Mein. Die Art und Weise der empirischen Verteilung ist eine Frage des von Kant hier nicht behandelten positiven Rechts. Ähnlich wie John Locke lehnte er eine Konstitution des Eigentums durch Vertrag ab, wie sie im Naturrecht beispielsweise durch Hugo Grotius vertreten wurde. Gegen Locke war er aber der Auffassung, dass die Arbeit nicht zur Kennzeichnung von Eigentum an einer äußeren Sache ausreicht. Diese ist wie die physische Okkupation nur ein Zeichen des physischen Besitzes, nicht aber des rechtlichen Besitzes.

### Das persönliche Recht (Vertragsrecht)
In der zweiten Klasse der Rechtsbeziehungen in Hinblick auf das äußere Mein und Dein entstehen Pflichten durch die Handlung eines Versprechens, durch das etwas, was der eigenen Willkür unterliegt, in den Bereich der Willkür eines anderen übertragen wird.
„Was aber ist das Äußere, das ich durch Vertrag erwerbe? Da es nur die Kausalität der Willkür des Anderen in Ansehung einer mir versprochenen Leistung ist, so erwerbe ich dadurch unmittelbar nicht eine äußere Sache, sondern eine Tat desselben, dadurch jene Sache in meine Gewalt gebracht wird. – Durch Vertrag also erwerbe ich das Versprechen eines anderen (nicht das Versprochene).“ (RL VI 273-274)
Zur Wirksamkeit eines Vertrages bedarf es des Versprechens und seiner Annahme. Ein Vertrag kommt demnach wirksam zustande, wenn der Wille der Beteiligten zugleich und übereinstimmend deklariert wird. Dieser gemeinsame Wille ist nur intelligibel, wohingegen in der empirischen Abfolge eine zeitliche Lücke zwischen beiden Willensäußerungen liegt. Diese kann durch äußere Handlungen wie einen Handschlag verkürzt, aber nicht aufgehoben werden.
Die Erfüllung eines Vertrages ist unabhängig vom Vertrag selbst. Sie kann daher erzwungen werden. Durch das Versprechen gelangt der Annehmende in das Recht auf die Willkür eines Anderen, nämlich dass dieser das Versprochene auch leistet.

### Auf dingliche Art erworbene Rechte an einer Person (Hausherrenrecht)
Das angeborene Freiheitsrecht des Menschen ist unveräußerlich. Demnach kann der einzelne Mensch weder sich selbst besitzen (und veräußern), noch über eine andere Person nur als Mittel verfügen. Dennoch gibt es im Privatrecht Rechtsbeziehungen zwischen Personen, in denen diese auf dingliche Art gebraucht werden. Es ist der Sachverhalt „des Besitzes eines äußeren Gegenstandes als einer Sache und des Gebrauches desselben als einer Person.“ (RL VI 276) Kant unterteilte diesen Bereich des häuslichen Gesellschaftsrechts in der Tradition der Naturrechtslehrer (Samuel Pufendorf, Christian Wolff, Gottfried Achenwall) in
1. Eherecht,
2. Elternrecht,
3. Herrschaftsrecht.

Die Erwerbung von Rechten dieser Art an Personen geschieht durch faktische Verhältnisse. Damit das Freiheitsrecht nicht verletzt wird, muss auch im Hausherrenrecht die Vereinigung der Willkür der Beteiligten in einem gemeinsamen Willen angenommen werden. Daraus ergibt sich, dass den Rechten zum Gebrauch einer Person auch Pflichten zum Schutz des Anderen gegenüberstehen.
Eine besondere Konstruktion ist die Begründung des Eherechts. Kant behauptete, dass man bei Befriedigung des Geschlechtstriebs den Anderen in Besitz nimmt und dabei dessen Person als Mittel gebraucht. Damit das Freiheitsrecht nicht verletzt wird, muss eine Willensgemeinschaft gebildet werden, in der beide Geschlechtspartner sich wechselseitig besitzen. Nur durch die Ehe ist gewährleistet, dass beide die möglichen Konsequenzen des Geschlechtsverkehrs wie die Übertragung von Krankheiten oder eine Schwangerschaft mit ihren möglichen Folgen auch tragen, ohne die Persönlichkeit des anderen zu verletzen. Aus diesem wechselseitigen Besitz schloss Kant zugleich, dass die Ehe unauflöslich ist und der verlassene Ehepartner die Rückkehr des Anderen als seines Besitzes fordern könne.
Die rechtliche Beziehung zwischen Eltern und Kind entsteht für Kant bereits durch den Akt der Zeugung, „wodurch wir eine Person ohne ihre Einwilligung auf die Welt gesetzt und eigenmächtig in sie herüber gebracht haben.“ (RL VI 281). Wenn die Eltern das Kind nicht als Person anerkennen und ihren Verpflichtungen zu seinem Schutz und seiner Erziehung nicht nachkommen, verletzen sie dessen Persönlichkeitsrecht. Durch die dingliche Art der rechtlichen Beziehung haben die Eltern allerdings das Recht, Eingriffe Dritter zu verwehren. Zugleich haben sie Anspruch auf Gehorsam des Kindes im Erziehungsprozess. Die wechselseitige Abhängigkeit zwischen Eltern und Kind erlischt automatisch mit der Volljährigkeit, durch die das Kind mündig wird und die Pflichten zum Unterhalt und zur Erziehung ebenso wie die Gehorsamspflichten entfallen.
In der Beziehung zwischen Herr und Knecht kommt noch sehr stark das Muster der feudalen Hausgemeinschaft zur Geltung, das Kant der Rechtsbeziehung zwischen Personen zugrunde gelegt hatte. Der Hausherr hat gegenüber dem Knecht Befehlsgewalt und das Recht, dessen Person auf dingliche Art zu nutzen. Andererseits hat er die Pflicht, dem Knecht Schutz und Unterhalt zu bieten.

## Öffentliches Recht

### Staatsrecht
Kant bezeichnete das öffentliche Recht als den „Inbegriff der Gesetze, die einer allgemeinen Bekanntmachung bedürfen, um einen rechtlichen Zustand hervorzubringen“ (RL VI 311). Ein solches System von Gesetzen bietet den institutionellen Rahmen unter einem vereinigten Willen, „um an dem, was Rechtens ist, teilhaftig zu werden.“
Einen Zusammenschluss eines Volkes unter einem Rechtssystem nannte Kant „bürgerlichen“ Zustand und die dadurch entstandene Institution „Staat“. „Ein Staat (civitas) ist die Vereinigung einer Menge von Menschen unter Rechtsgesetzen“ (RL VI 313). Die Vernunft gebietet nach Kant, einen solchen Staat zu bilden, und zwar nicht aufgrund der empirischen Erfahrung von Gewalttätigkeit oder Bösartigkeit, sondern allein aus Vernunftgründen, um den ungeregelten Naturzustand aufzuheben, in dem die freie Willkür des Einzelnen notwendig mit der gleichberechtigten Willkür Anderer in Konflikt gerät. In einem rechtsleeren Raum gibt es keine Möglichkeit, Konflikte zu lösen, selbst wenn alle Beteiligten guten Willens sind. Anders als bei Rousseau, bei dem der Einzelne am Gesamtwohl des Staates orientiert ist, legte Kant seiner liberalen Staatsauffassung den freien Bürger zugrunde, der allein aus der Vernunft in den Staat eintritt und im Übrigen seinen individuellen Interessen folgt.
Öffentliches Recht im Sinne Kants ist auch das aus der Vernunft begründete Privatrecht, sofern es positives Recht geworden ist. Der Unterschied zum – rein gedanklichen – Naturzustand ist der, dass durch das positive Recht „die Bedingungen angegeben werden, unter denen jene [die Gesetze im Naturzustand] zur Ausübung (der distributiven Gerechtigkeit) kommen“ (RL VI 313).
Kant stellte ohne weitere Begründung fest, dass es im Staat drei Gewalten gibt:
- die Herrschergewalt (Souveränität) des Gesetzgebers
- die vollziehende Gewalt der Regierung
- die rechtsprechende Gewalt des Richters (Jedem das Seine nach dem Gesetz)

„Die gesetzgebende Gewalt kann nur dem vereinigten Willen des Volkes zukommen.“ (RL VI 313) Der aus der Vernunft begründete Staat ist republikanisch verfasst. In ihm gelten die Prinzipien der gesetzlichen Freiheit, der bürgerlichen Gleichheit und der bürgerlichen Selbständigkeit. „Nur die Fähigkeit zur Stimmgebung mache die Qualifikation zum Staatsbürger aus“ (RL VI 314). Hier schränkte Kant allerdings sein theoretisch klares Konzept ein und machte den politischen und gesellschaftlichen Verhältnissen seiner Zeit Zugeständnisse. Er räumte zwar einen Widerspruch ein, vertrat aber die Auffassung, dass abhängige Personen („jedermann, der nicht nach eigenem Betrieb, sondern nach der Verfügung Anderer (außer der des Staates) genötigt ist, seine Existenz (Nahrung und Schutz) zu erhalten“ (RL VI 314)) kein Stimmrecht haben sollten. Als Beispiele nannte er Gesellen, Dienstboten, Unmündige (naturaliter vel civiliter) und „alles Frauenzimmer“. Er betonte zugleich, dass auch diese Personen das Recht hätten, nach den Gesetzen der natürlichen Freiheit und Gleichheit behandelt zu werden.
„Der Akt, wodurch sich das Volk selbst zu einem Staat konstituiert, eigentlich aber nur die Idee desselben, nach der die Rechtmäßigkeit desselben allein gedacht werden kann, ist der ursprüngliche Kontrakt, nachdem alle (omnes et singuli) im Volk ihre äußere Freiheit aufgeben, um sie als Glieder eines gemeinen Wesens, d.i. des Volkes als Staat betrachtet (universi), sofort wieder aufzunehmen.“ (RL VI 315)
Erst durch die Aufgabe der gesetzlosen Freiheit kann man seine Freiheit im Rechtsstaat überhaupt verwirklichen. Die Idee des Staatsvertrages war für Kant ein theoretisches Konstrukt, ein Gedankenexperiment, das der Begründung der Rechtsverhältnisse in einem bürgerlichen Staat dient, der auf Prinzipien der Vernunft beruht.

### Völkerrecht
Die Notwendigkeit eines Völkerrechts ergibt sich daraus, „dass bevor ein öffentlich gesetzlicher Zustand errichtet worden [ist], vereinzelte Menschen, Völker und Staaten, niemals vor Gewalttätigkeit gegeneinander sicher können“ (RL VI 312). Das Verhältnis von Staaten untereinander betrachtete Kant in Analogie zum Verhältnis einzelner Individuen untereinander. Ohne Völkerrecht besteht auch zwischen Staaten ein Naturzustand. Daraus leitete Kant für die Staaten die Pflicht ab, durch einen Völkerbund in einen rechtlichen Zustand untereinander einzutreten. Die Sicherstellung der Freiheitsrechte des einzelnen Staates muss dabei durch folgende Prinzipien gewährleistet werden:
- keine Einmischung in die inneren Angelegenheiten eines anderen Staates
- Recht auf Verteidigung gegen Angriffe eines äußeren Feindes

Im Völkerbund gibt es keine Regierung und keinen Gesetzgeber. Der Völkerbund ist bei Kant also kein Weltstaat.

### Weltbürgerrecht
Im Weltbürgerrecht (ius cosmopoliticum), dessen Vorstellung bereits in der Schrift Zum ewigen Frieden (1795) zu finden ist, behandelte Kant ein allgemeines Fremdenrecht, das heißt die Beziehung eines Staates zu den Bürgern anderer Staaten. Aus dem allgemeinen Freiheitsrecht folgt, dass jeder (friedliche) Mensch sich an jedem Ort der Welt aufhalten darf. Dabei genießt er ein Hospitalitätsrecht (Besuchsrecht), solange dies ohne Gewalt und ohne Missbrauch geschieht (RL VI 353). Niemand darf territoriale Ansprüche gegen andere Staaten erheben, selbst wenn man damit rechtfertigt, „daß eine solche Gewaltthätigkeit zum Weltbesten gereiche“. Dies gilt selbst gegenüber Nomaden und Hirtenvölkern, etwa in Afrika oder Amerika. Kant kritisierte hier die Kolonisationspolitik seiner Zeit. Ein Niederlassungsrecht für einen Fremden besteht nur aufgrund Vertrag. In der Friedensschrift unterschied Kant zwischen dem Hospitalitätsrecht und dem Gastrecht. Letzteres kann ein Staat einem Besucher verweigern und diesen ausweisen, solange damit nicht sein Untergang verbunden ist (Frieden, AA VIII 358). Diese Einschränkung verweist bereits auf die Debatte über das moderne Asylrecht.

## Kritik
Kants Konzept eines „auf dingliche Art persönlichen Rechts“ ist schon von seinen Zeitgenossen kritisch gesehen worden. Gemeint ist damit das Ehe-, Hausherrn- oder Familienrecht. In der Ehe, so meint Kant, besitzen sich die Ehegatten gegenseitig und zwar „auf dingliche Art“. Dies bedeutet etwa, dass sie sich gegenseitig zwingen können, im Zustand der Gemeinschaft zu verbleiben.